# Викторов, Василий Семёнович
Василий Семёнович Викторов (14 января 1894 года, деревня Ногайчи, ныне Нижнегорский район, Автономная Республика Крым — 17 февраля 1989 года, Симферополь) — советский военный деятель, Генерал-лейтенант (1946 год).

## Начальная биография
Василий Семёнович Викторов родился 14 января 1894 года в деревне Ногайчи ныне Нижнегорского района Автономной Республики Крым.

## Военная служба

### Первая мировая и гражданская войны
В феврале 1916 года был призван в ряды Русской Императорской армии и направлен рядовым в 46-й запасной полк, дислоцированный в Одессе, а по окончании военно-учебной команды этого полка был направлен унтер-офицером в Люблинский 59-й пехотный полк, который принимал участие в боевых действиях в составе Западного и Румынского фронтов. В ноябре 1917 года был демобилизован из рядов армии.
В феврале 1918 года вступил в ряды Красной гвардии и направлен красногвардейцем в красногвардейский отряд посёлка Сейтлер (Крымская область). В мае 1919 года Викторов вступил в ряды РККА и назначен на должность помощника командира 1-го Крымского ударного советского батальона, а затем — на должность командира роты в составе 3-го Советского Таврического и 522-го Советского стрелковых полков на Южном и Польском фронтах. Принимал участие в боевых действиях против войск под командованием генерала А. И. Деникина, а также в советско-польской войне.
С ноября 1919 по июнь 1920 года находился на излечении в госпитале, после чего был направлен на учёбу на 27-е Орловские пехотно-пулеметные курсы, по окончании которых в мае 1921 года на этих же курсах командовал взводом и ротой и принимал участие боях против повстанцев на Украине, а также в подавлении восстания под руководством А. С. Антонова в Тамбовской губернии.

### Межвоенное время
С окончанием войны Викторов служил в составе 250-го стрелкового полка (84-я стрелковая дивизия, Московский военный округ) на должностях командира роты, исполняющего должность начальника полковой школы, командира батальона. В июле 1925 года был назначен на должность командира батальона 251-го стрелкового полка, дислоцированного в Туле.
В декабре 1928 года Викторов был направлен на учёбу на Стрелково-тактические курсы «Выстрел», которые закончил в сентябре 1929 года и в ноябре того же года был назначен на должность командира 17-го отдельного стрелкового батальона местных войск.
В апреле 1931 года был направлен на учёбу на курсы по подготовке старших инструкторов ПВО в Ленинграде, по окончании которых в июле был назначен на должность помощника командира дислоцированного во Ржеве 142-го стрелкового полка (48-я стрелковая дивизия, Московский военный округ), в сентябре 1932 года — на должность преподавателя Ленинградских курсов по подготовке инструкторов ПВО, в мае 1933 года — на должность командира и комиссара дислоцированного в Балашове 181-го стрелкового полка (61-я стрелковая дивизия, Приволжский военный округ), в августе 1937 года — на должность помощника командира дислоцированной в Чите 93-й стрелковой дивизии (Забайкальский военный округ), с ноября исполнял должность начальника Группы контроля при Военном совете Забайкальского военного округа, а в мае 1938 года был назначен на должность коменданта Забайкальского УР.
В 1939 году заочно закончил Военную академию имени М. В. Фрунзе и в мае был назначен на должность начальника оборонительного строительства Забайкальского военного округа, а в октябре 1940 года — на должность коменданта Даурского УР.

Могила Викторова на кладбище «Абдал» в Симферополе.

### Великая Отечественная война
С июля 1941 года Викторов возглавлял строительство 31-го укреплённого района в составе Забайкальского военного округа, который в октябре 1941 года был преобразован в Забайкальский фронт. Вскоре Викторов был назначен на должность коменданта 31-го укреплённого района, в августе 1943 года — на должность командира 86-го стрелкового корпуса (36-я армия, Забайкальский фронт), а в апреле 1944 года — на должность заместителя командующего 36-й армией.
В декабре 1944 года Викторов был направлен на стажировку в 57-ю армию (3-й Украинский фронт), где был назначен на должность заместителя командующего. В январе 1945 года координировал действия войск 57-й армии с югославской армией в районе города Вировитица (Хорватия), а в феврале возглавил подвижную группу войск в районе озера Балатон во время ликвидации прорыва противника в районе города Шиофок. В марте 1945 года был назначен на должность командующего группы войск 57-й и югославской армий, которые ликвидировали плацдармы противника на левом берегу Дравы, за что Василий Семёнович Викторов был награждён орденом Кутузова 2 степени.
После окончания стажировки Викторов снова исполнял должность заместителя командующего 36-й армией Забайкальского фронта, а с августа по сентябрь 1945 года был начальником гарнизона города Чойбалсан (Монголия).

### Послевоенная карьера
В ноябре 1945 года Викторов был назначен на должность заместителя командующего, а затем — на должность помощника командующего войсками Дальневосточного военного округа по укреплённым районам.
В апреле 1948 года был направлен на высшие академические курсы при Высшей военной академии имени К. Е. Ворошилова, по окончании которых в мае 1949 года был назначен на должность помощника командующего 25-й армией (Приморский военный округ, а с апреля 1953 года — Дальневосточный военный округ).
Генерал-лейтенант Василий Семёнович Викторов в январе 1955 года вышел в запас. Проживал в Симферополе на Мелитопольской улице. Умер 17 сентября 1989 года в Симферополе.

## Награды
- Два ордена Ленина;
- Два ордена Красного Знамени;
- Орден Кутузова 2 степени;
- Орден Отечественной войны 1 степени;
- Медали[1].